# الحروب الفنلندية النوفغوردية

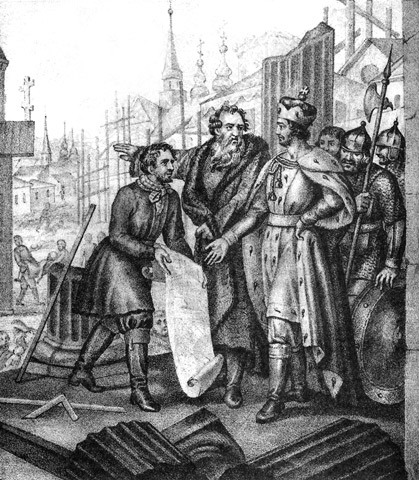
ياروسلاف الثاني ملك فلاديمير والذي طبقًا لسجلات نوفغورود الأولى ، شن حملة ضد الفنلنديين عامي 1226 و 1228 وصد حملتهم المضادة عام 1228.

كانت الحروب الفنلندية - النوفغوردية عبارة عن سلسلة من الصراعات بين القبائل الفنلندية في شرق فينوسكانديا وجمهورية نوفغورود من القرن الحادي عشر أو الثاني عشر إلى أوائل القرن الثالث عشر.
أثرت الحروب على المجتمع الفنلندي في الغزو السويدي النهائي لغرب فنلندا في حوالي عام 1249. يشير المصطلح المستخدم في السجلات الروسية للإشارة إلى عدو نوفغورود، يي، غير واضح وربما يشير إلى عدة مجموعات مختلفة، على الرغم من اشتقاقه من الكلمة الفنلندية هامي.  قد تكون بعض المجموعات التي تم تحديدها على أنها ييم من سكان تافاستلاند في جنوب وسط فنلندا، والفنلنديين الغربيين بشكل عام  أو مجموعة فرعية من كاريليون على الساحل الشمالي لادوغا الذين ينحدرون من الفنلنديين الغربيين الذين انتقلت إلى المنطقة في وقت سابق.

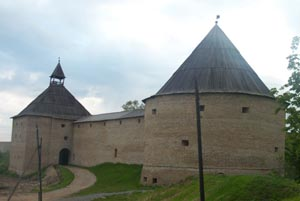
نجح حاجب قلعة لادوجا (هنا في مظهرها الذي يعود إلى القرن الخامس عشر) في صد قوات الييم عام 1228.